# Янгонский технологический университет

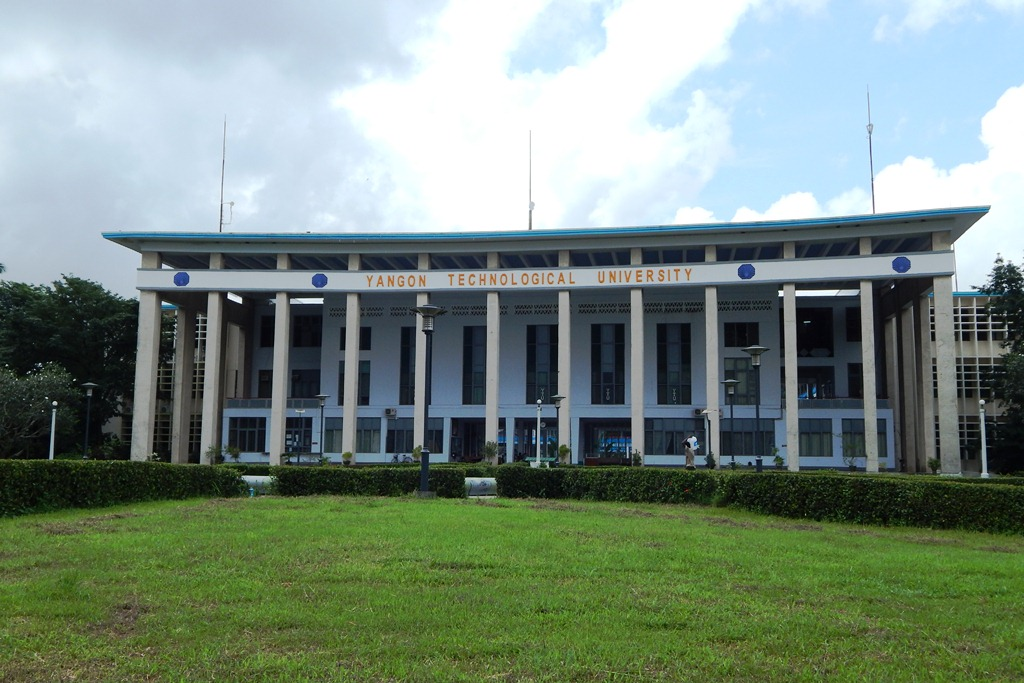
Янгонский технологический университет

Янгонский технологический университет (бирм. ရန်ကုန်နည်းပညာတက္ကသိုလ်) — общественное высшее учебное заведение, расположенное в крупнейшем городе и бывшей столице Мьянмы г. Янгон (ранее Рангу́н, Бирма).
Один из лучших университетов Мьянмы, ведущий инженерно-технологический вуз страны. В настоящее время в его составе имеется 12 инженерных отделов, 6 вспомогательных отделов, 1 исследовательский центр и 47 лабораторий. Сейчас здесь обучается около 2000 студентов.

## История
Основан в 1924 году, как инженерный факультет при Рангунском университете. Известен под прежним названием Рангунский технологический институт (RIT).

## Структура
В составе университета входят академические факультеты:
- Гражданское строительство,
- Машиностроение,
- Электроэнергетика,
- Электронная инженерия,
- Техника телекоммуникаций (отдел электронной техники),
- Компьютерная инженерия и информационные технологии,
- Мехатронная инженерия,
- Химическая инженерия,
- Текстильная инженерия,
- Пищевая инженерия (Отдел химической инженерии),
- Горное дело,
- Нефтяная инженерия,
- Материаловедение и металлургия,
- Биотехнология,
- Архитектура,
- Инженерная геология,
- Инженерная физика,
- Инженерная химия,
- Инженерная математика
- Филология